# Джузеппе Леві
Джузеппе Леві (1872, Трієст, Австро-Угорщина — 1965, Турин, Італія) — італійський гістолог, нейробіолог і клітинний біолог, один з піонерів культивування клітин. Науковий керівник трьох нобелівських лауреатів: Рити Леві-Монтальчині, Ренато Дульбекко та Сальвадора Лурія. Батько письменниці Наталії Гінзбург.

## Біографія
Народився в Трієсті, тоді в Австро-Угорщині, в родині відомого фінансиста єврейського походження. Після смерті батька родина переїхала до Флоренції. 1889 року там він вступив до медичного факультету Флорентійського університету, а 1895 року захистив дисертацію на ступінь доктора медицини на тему впливу високих концентрацій харчової солі на руйнування нирок у кролів. Після закінчення університету він працював 3 роки асистентом у нейропсихіатричній клініці у Сан-Салві під керівництвом Євгеніо Танці.

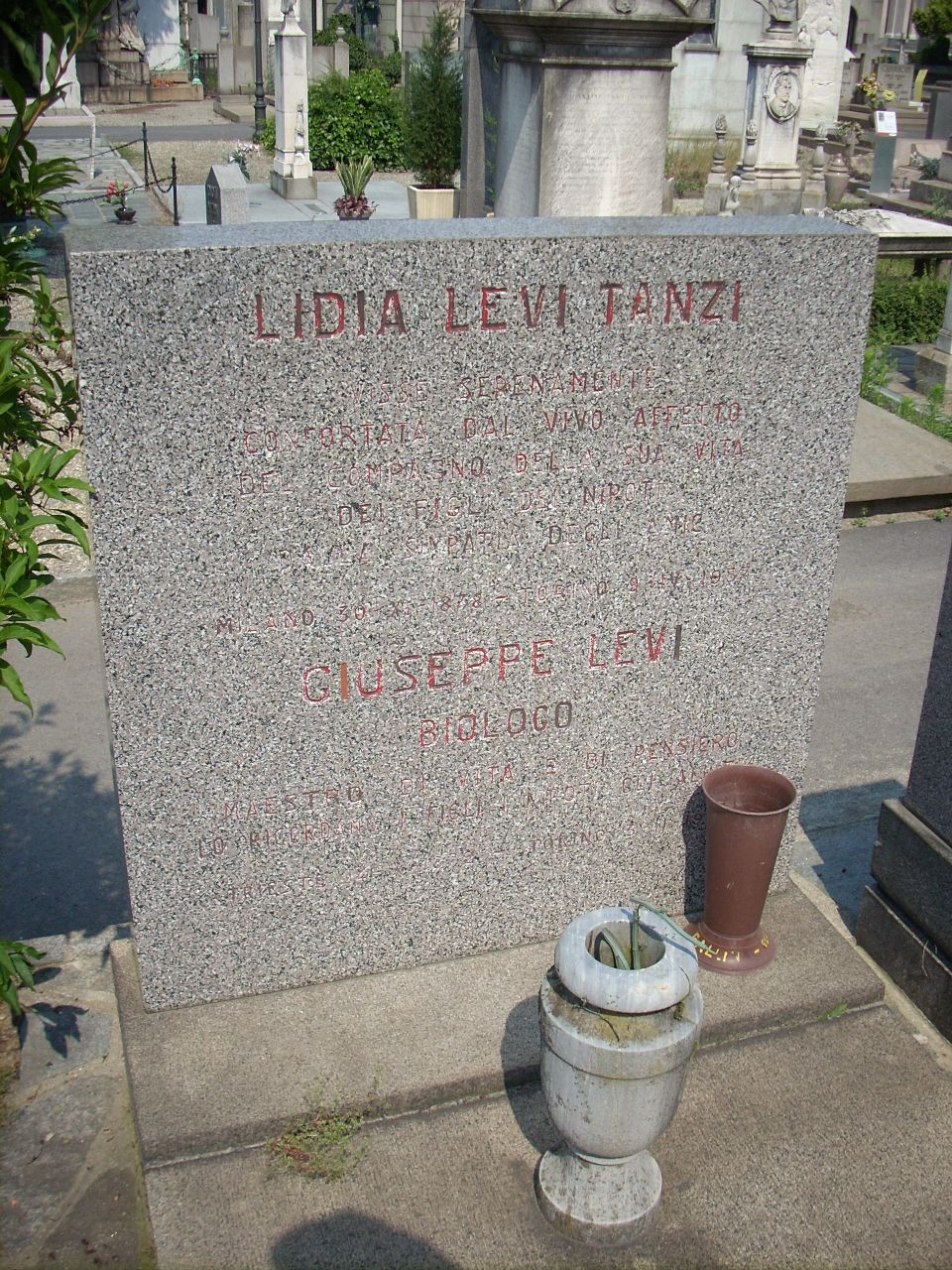
Могила Джузепе Леві та його дружини Лідії Танці в Турині

## Родина
Працюючи під керівництвом італійського психіатра Євгеніо Танці, Леві познайомився з його племінницею Лідією, донькою адвоката та соціаліста Карло Танці. Вони одружилися 1901 року в Турині. У подружжя було 5 дітей, молодшою була Наталія. Леві важко переживав смерть дружини 1957 року.

## Нагороди та звання
- Королівська премія Національної академії дей-Лінчей (1923)
- Член Національної академії дей-Лінчей (1926)
- Член Національної академії наук Італії (1933)
- Член Болонської академії наук
- Іноземний член Національної академії наук США
- Асоційований член Королівської академії наук Бельгії
- Член Міжнародного інституту ембріології[en]
- Іноземний член Академії Леопольдини
- Іноземний член Біологічного товариства (Париж)[en]
- Почесний іноземний член Аргентинського товариства нормальної та патологічної анатомії (ісп. Sociedad Argentina de Anatomia normal y pathologica)
- Почесний член Анатомічного товариства Великої Британії та Ірландії[en]
- Почесний член Американського товариства анатомів[en]
- Почесний член Німецького анатомічного товариства[de]
- Почесний член Асоціації франкомовних анатомів (фр. Association des Anatomistes de langue française)
- Почесний член Італійського товариства анатомії та ембріології (італ. Società italiana di Anatomia c Embriologia)
- Почесний член Анатомічного товариства Індії
- Член Міжнародного товариства клітинної біології
- Почесний іноземний член Аргентинського біологічного товариства (ісп. Sociedad Argentina de Biologia)
- Почесний член Флорентійської медико-фізичної академії[it]
- Почесний член Лісабонського товариства природничої історії (порт. Sociedad de Historia natural of Lisboa)
- Почесний член Туринської медичної академії[it]
- Почесний доктор Льєзького університету, Університету Монтевідео та Сантьяго.

## Наукові праці
- Galeotti G, Levi G. 1895. Neubildung der nervosen Elemente . Beiträge zur pathologischen Anatomie und zur allgemeinen Pathologie , 17 : 367 – 415 .